# Longxing, Hechuan
Longxing (kinesiska: 隆兴, 隆兴镇, 女儿碑) är en köping i sydvästra Kina. Den ligger i stadsdistriktet Hechuan i storstadsområdet Chongqing, omkring 86 kilometer nordväst om det centrala stadsdistriktet Yuzhong. Antalet invånare är 28 746. Befolkningen består av 13 896 kvinnor och 14 850 män. Barn under 15 år utgör 17,0 %, vuxna 15-64 år 67 %, och äldre över 65 år 15,0 %.